# 15917 Rosahavel
15917 Rosahavel este un asteroid din centura principală de asteroizi.

## Descriere
15917 Rosahavel este un asteroid din centura principală de asteroizi. A fost descoperit pe 28 octombrie 1997 la Observatorul din Ondřejov de Lenka Šarounová. Asteroidul prezintă o orbită caracterizată de o semiaxă mare de 2,79 ua, o excentricitate de 0,20 și o înclinație de 7,1° în raport cu ecliptica.